# Piràmide de Merenre I
La piràmide funerària del faraó Merenre I fou construïda durant la dinastia VI d'Egipte a Saqqara, a quatre-cents cinquanta metres al sud-oest de la piràmide de Pepi I i una distància similar de la piràmide de Dyedkara-Isesi. El seu nom antic era La bellesa de Merenre brillao tal vegada La perfecció de Merenre apareix. En l'actualitat, la piràmide està reduïda gairebé completament a ruïnes; és difícil accedir a ella i no està oberta al públic.

## Construcció
Al moment de la construcció, la piràmide tenia 52,5 metres d'alt, 78,75 metres de longitud de base i una inclinació de 53°07'48". La calçada té 250 metres de llarg i el complex estava envoltat per un mur de maons de fang i argila.
S'han trobat poques restes del temple funerari i les evidències indiquen que la construcció es va aturar de manera abrupta en algun moment i mai es va reiniciar, probablement a causa de la mort del faraó.
L'entrada a les cambres funeràries es troba a la cara nord i baixa cap a un vestíbul, on un altre passadís porta a l'avantcambra. Cap a la dreta de l'avantcambra hi ha la cambra pròpiament dita; cap a l'esquerra hi ha una altra habitació petita, un Serdab. A la cambra funerària s'erigeix contra la paret un sarcòfag decorat amb relleus policromats; quan va ser trobat, estava en bones condicions, però des de llavors ha estat saquejat. El sostre de la càmera estava decorat amb una temàtica astrològica: pintat de negre quallat d'estels blancs.

## Excavacions
El primer egiptòleg que va examinar la piràmide va ser el britànic John Perring, a la dècada de 1830. Anys més tard, a la dècada de 1880, Gaston Maspero va explorar les cambres subterrànies en la seva cerca d'uns textos piramidals (inscripcions en les parets de la cambra mortuòria que descrivien el viatge al més enllà del faraó); la seva expedició va descobrir una mòmia dins de la piràmide, que es va creure que seria d'algun enterrament posterior. No obstant això, alguns historiadors moderns creuen que podria haver-se tractat de la mòmia de Merenra, la qual cosa la convertiria en la mòmia real completa més antiga coneguda. Des de final del segle xx, un equip francès liderat per Jean Leclant investiga el lloc.